# Rosalynn Carter
Eleanor Rosalynn Smith Carter (født 18. august 1927 som Eleanor Rosalynn Smith, død 19. november 2023) var i perioden 1977-1981 i kraft af sit ægteskab med præsident Jimmy Carter USA's førstedame.
Hun døde 96 år gammel i sit hjem 19. november 2023 i Plains, Georgia, USA.
Hun blev født 18. august 1927 som det ældste af fire børn af Allethea Murray Smith og Wilburn Edgar Smith (død 1940). Efter at have gennemført high school og var begyndt på universitetet mødte hun efter sit første år der Jimmy Carter i 1946 og blev gift med ham året efter. De fik fire børn sammen, tre sønner (født 1947, 1950 og 1952) og en datter (født 1967). Udover sin fire børn fik hun 12 børnebørn (hvoraf den ene døde i 2015) og 14 oldebørn.
Mens hendes mand var præsident i perioden 1977-1981 oprettede hun sit eget kontor i Det hvide hus' østlige fløj, hvor hun havde forskellige opgaver. Hun arbejdede for at bekæmpe aldersdiskrimination og for at hjælpe mennesker med udviklingshæmning og kvinders ligestilling. Hun inviterede eksempelvis kunstere fra såvel USA som resten af verden til Det hvide hus. Hun havde desuden interesse for mental sundhed, lokalsamfundet og de ældre. Hun etablerede Carter Center (en) sammen med sin mand i 1982. Hun markerede sammen med tre tidligere førstedamer USA's forfatnings 200 år med en konference på Carter Center i 1988. I 1991 startede hun et projekt, der kæmpede for at vaccinere (spæd)børn, hvilket i 2018 blev udvidet til også at gælde voksne mennesker.
Hun modtog flere udmærkelser for sit arbejde, heriblandt Presidential Medal of Freedom. I 2001 kom hun ind i National Women's Hall of Fame.